# Криптос

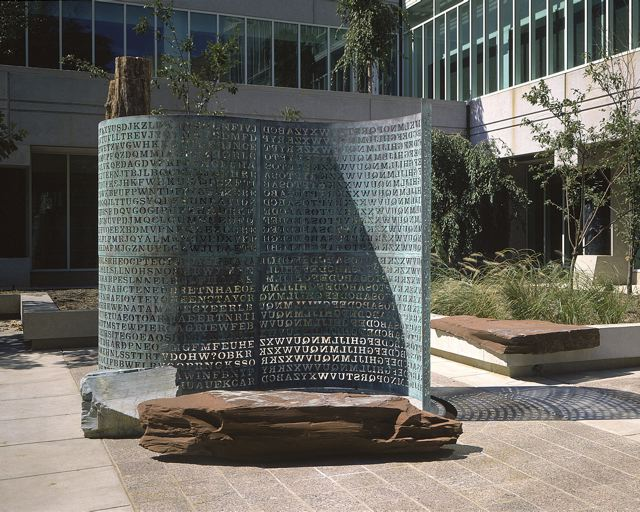
Криптос у штаба ЦРУ в Лэнгли, штат Вирджиния

Криптос (англ. Kryptos) — скульптура с зашифрованным текстом работы американского художника Джим Санборна, расположенная перед центральным офисом ЦРУ в Лэнгли (Виргиния). Начиная с момента открытия скульптуры, 3 ноября 1990 года, удалось расшифровать только первые три секции. Оставшаяся четвёртая часть стала одной из самых известных в мире неразгаданных проблем.

## Общие сведения
Работы по установке скульптуры начались в 1989 году и продолжались до ноября 1990 года. По причине того что Санборн не имел достаточных знаний о криптографии, он обратился за помощью к Эду Шейдту, который незадолго до этого закончил свою деятельность как глава криптографического центра ЦРУ.
Монумент в основном состоит из окаменелого дерева, белого кварца, железобетона и меди. Главная часть Криптоса расположена во дворе кафетерия северо-западной части новой штаб-квартиры ЦРУ. Название «Криптос» произошло от греческого слова «тайный». Наиболее известный фрагмент скульптуры — большая, вертикальная, S-образная медная плита, напоминающая свиток, на которой и находится зашифрованный текст. Внизу разбросаны большие куски гранита, формирующие небольшой фонтан. Сам шифротекст состоит из букв латинского алфавита и нескольких вопросительных знаков. Надпись на свитке состоит из четырёх секций. Общее количество символов — 865. Толщина медного листа — 13 мм.
Стоимость памятника составила 250 тысяч долларов.

## Попытки расшифровки
После открытия скульптуры Криптос сразу попал в центр всеобщего внимания.
Не только известные криптоаналитики, но и любители криптографии принялись расшифровывать текст.
Американский программист и криптолог Элонка Дунин основала сайт посвящённый Криптосу и расшифровке скрытого в нём сообщения, объединивший более 800 энтузиастов в рамках интернет-проекта Kryptos Group.
А программист из Мичигана Гэри Филлипс оставил свой вялотекущий бизнес по созданию ПО и устроился на работу на стройке, с тем чтобы иметь больше времени для вскрытия шифра.
За первые семь лет так и не были расшифрованы секции К1, К2 и К3, что очень удивило Санборна. По его словам, по мере продвижения задача по расшифровке намного усложнялась. Впервые Криптос удалось расшифровать работнику ЦРУ по имени Дэвид Стейн (англ. David D. Stein). По его словам, он провел более 400 часов личного времени над секциями. В феврале 1998 года он представил своё открытие сотрудникам ЦРУ, однако новость о расшифровке не была допущена в прессу. Через полтора года криптоаналитик из Лос-Анджелеса Джеймс Гиллогли, используя домашний компьютер и свою собственную программу, расшифровал три секции. Как только новость об успехе Гиллогли была опубликована в СМИ, ЦРУ рассекретило данные об исследовании Стейна.

## Структура шифра
В первой секции, К1, используется модифицированный шифр Виженера. Ключевыми словами, которые помогли определить замещение, являются KRYPTOS и PALIMPSEST, ошибочное ключевое слово в данном случае — IQLUSION.
Шифрование К2 осуществляется при помощи букв справа. Здесь автор применил уловку. Санборн использовал символ Х между предложениями, что усложняет процесс вскрытия. Ключевыми словами здесь являются KRYPTOS и ABSCISSA, а ошибочное ключевое слово — UNDERGRUUND.
Другой криптографический метод был применен в секции К3 — это транспозиция. Все символы связаны и могут быть расшифрованы только открытием комплексных матриц и математических методов, описывающих их позицию. Там также есть ошибочное ключевое слово — DESPARATLY, а последнее предложение Can you see anything? закрыто в смысловые скобки символами Х и Q.
Санборн изначально сделал четвертую секцию, К4, более криптостойкой. Целое предложение из К3 говорит о том, что текст К4 — это не стандартный английский и требует более глубокого криптоанализа. Ошибочные слова могут быть ключом к раскрытию секции, но также есть вероятность того, что для раскрытия четвертой секции придется «использовать» другие подсказки скульптуры — азбуку Морзе на одном из камней, компас и маленький фонтанчик.
Шифр был устроен так, что решение первых трех секций не привело бы к быстрому раскрытию четвертой.
К1 — это текст автора:

«Between subtle shading and the absence of light lies the nuance of iqlusion.»

В данном случае слово iqlusion — намеренная ошибка, а вся секция переводится как:

«Между затемнением и отсутствием света лежит нюанс иллюзии».

К2 — это текст телеграфной передачи, в котором есть и координаты, и данные о магнитном поле. Точки координат ведут к месту в нескольких сотнях шагов от скульптуры, однако там ничего связанного с шифром обнаружено не было. Дешифрованный текст:

«It was totally invisible. How’s that possible? They used the Earth’s magnetic field. X The information was gathered and transmitted undergruund to an unknown location. X does langley know about this? They should.It’s buried out there somewhere. X who knows the exact location? Only W.W this was his last message. The X thirty-eight degrees fifty-seven minutes six point five seconds north seventy-seven degrees eight minutes forty-four seconds West id by rows.»

Перевод этого текста примерно следующий:

«Он был абсолютно невидим. Как это возможно? Использовалось магнитное поле Земли. Информация была получена и передана под землю [или с помощью подземных коммуникаций] в неизвестное место. Знают ли об этом в Лэнгли? Он где-то там зарыт. Кто знает точное местоположение? Только WW. Вот его последнее сообщение. Тридцать восемь градусов пятьдесят семь минут шесть целых пять десятых секунд северной широты, семьдесят семь градусов восемь минут сорок четыре секунды западной долготы. ID по строкам».

19 апреля 2006 года Санборн сообщил одному из модераторов Kryptos Group о недостающей букве на статуе в концовке К2, что привело к неверной расшифровке. С учётом этой информации вместо «ID BY ROWS» был получен новый ответ: «LAYER TWO» (англ. Второй уровень), и Санборн подтвердил, что ответ верный.
Санборн утверждает, что понадобится некий «второй уровень криптографических знаний» для расшифровки последней части.
К3 перефразирует запись из дневника антрополога Говарда Картера, который в 1922 году открыл гробницу фараона Тутанхамона, заканчивающуюся словами «Can you see anything?».
Последние 97 символов части К4 до сих пор не расшифрованы. Но Санборн дал подсказку газете The New York Times: символы секции К4 с 64 по 69 (NYPVTT) после расшифровки — BERLIN. В ноябре 2014 года Санборн дал вторую подсказку: символы секции К4 с 70 по 74 (MZFPK) после расшифроки — CLOCK. Полученное словосочетание (BERLIN CLOCK) может указывать на Берлинские часы «теории множеств». Подсказка, по совпадению, была дана к 25-летию падения Берлинской стены.
В статье, опубликованной 29 января 2020 года в New York Times, Санборн дал ещё одну подсказку: символы 26–34 ― «QQPRNGKSS» ― расшифровываются как «NORTHEAST» (северо-восток). В августе 2020 года Санборн сообщил, что символы 22–25 («FLRV») после расшифровки ― слово «EAST» (восток). Существуют предположения о связи К4 с шифровальной машиной «Энигма». Немецкий патент на «Энигму» имеет номер DE385682. Число 385682 очень похоже на координаты «38°57′6.5″N 77°8′44″W, LAYER 2» в тексте K2.
В 2005 году Джеймс Санборн опроверг «теорию» Дэна Брауна, утверждающую, что буквы WW из секции К3 могут быть перевернуты в ММ, означающие «Мария Магдалина».
По требованию агентства Санборн во время церемонии открытия передал опечатанный пакет с решением головоломки директору ЦРУ Уильяму Уэбстеру (William Webster) — именно его инициалы, как позднее подтвердил Санборн, были зашифрованы в К2 (WHO KNOWS THE EXACT LOCATION? ONLY WW с англ. — «Кто знает точное место? Только WW»). В 2005, после истории с Брауном, Санборн подтвердил, что эти буквы относятся к Уэбстеру, а не Марии Магдалене. Однако, по признанию самого Санборна, он был не полностью честен, и в переданном пакете не содержалось решения последней части зашифрованного сообщения. А в 1999 году сам Уэбстер рассказал в газете New York Times, что решение «в равной мере и очевидное, и философичное».
По поводу разгадки шифра Санборн рассказал, что принял все необходимые меры к тому, что даже после его смерти не будет существовать ни одного человека, знающего полное решение загадки. Он также заявил, что даже он не знает полного решения, но если загадка Криптоса будет разгадана, то цена и важность этой скульптуры могут резко уменьшиться. По мнению Санборна, такое может случиться с любым произведением искусства, если оно утратит элемент загадочности и таинственности.